# ديفيد رامزي (سياسي)
ديفيد رامزي (بالإنجليزية: David Ramsay)‏ هو سياسي كندي وأسترالي، ولد في 23 أبريل 1948 في سيدني في أستراليا. حزبياً، نشط في الحزب الديمقراطي الجديد لأونتاريو. وقد انتخب عضو برلمان مقاطعة أونتاريو.